# Тем'яшево
Тем'я́шево (рос. Темяшево, ерз. Темяжеле) — село у складі Старошайговського району Мордовії, Росія. Входить до складу Новофедоровського сільського поселення.
Населення — 33 особи (2010; 132 у 2002).
Національний склад (станом на 2002 рік):
- мокшани — 92 %